# Ceratozetes gaussi
Ceratozetes gaussi är en kvalsterart som först beskrevs av Ferdinand Richters 1908.  Ceratozetes gaussi ingår i släktet Ceratozetes och familjen Ceratozetidae. Inga underarter finns listade i Catalogue of Life.